# Орден Военных заслуг Карла Фридриха
Орден Военных заслуг Карла Фридриха (нем. Militär Karl-Friedrich-Verdienstorden) — военная награда Великого герцогства Баден.

## История

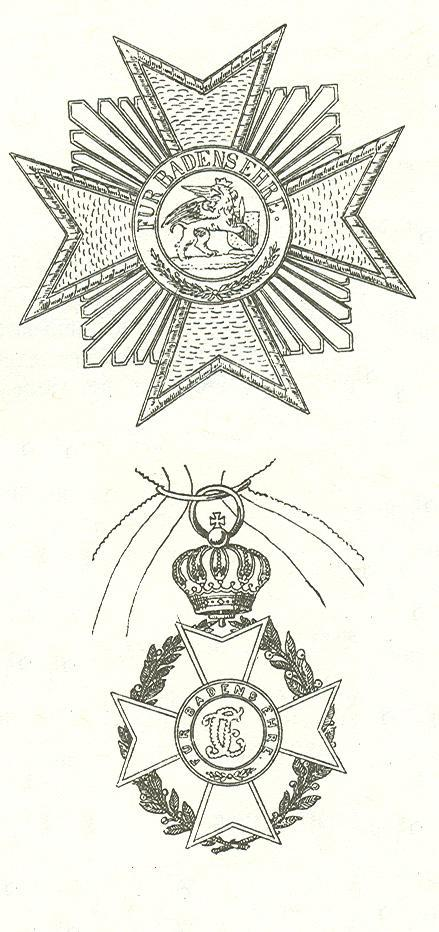
Знаки Большого креста

Орден учреждён 4 апреля 1807 года великим герцогом Баденским Карлом Фридрихом в трёх степенях, для награждения генералов и офицеров за верную службу. В 1840 году, после пересмотра статута, степень командора была разделена на два подкласса: командор 1 класса и командор 2 класса.
Также, 4 апреля 1807 года, для награждения унтер-офицеров и солдат, была учреждена медаль Военных заслуг Карла Фридриха (нем. Karl Friedrich-Militär-Verdienstmedaille), в двух степенях (золотая и серебряная).
Награждённым орденом или медалью полагалась пожизненная пенсия.

## Знаки ордена
Крест ордена — золотой мальтийский крест белой эмали. В центре лицевой стороны креста круглый золотой медальон красной эмали с широким ободком синей эмали. В центре медальона золотая монограмма из переплетённых латинских литер C и F. На ободке медальона девиз ордена золотом — FÜR BADENS EHRE (За честь Бадена). В центре оборотной стороны креста круглый золотой медальон с широким ободком синей эмали. В центре медальона серебряный шагающий влево обратносмотрящий грифон с мечом и щитом. На ободке медальона девиз ордена золотом — FÜR BADENS EHRE. Крест наложен на золотой лавровый венок зелёной эмали и подвешен к золотой короне.
Звезда ордена — серебряный мальтийский крест с шариками на концах и выходящими разновеликими лучами в углах. В центре звезды круглый серебряный медальон с широким ободком. В центре медальона шагающий влево обратносмотрящий грифон с мечом и щитом. На ободке медальона в верхней части девиз FÜR BADENS EHRE и в нижней части полувенок из двух скрещенных лавровых ветвей.
Лента ордена шёлковая муаровая жёлтого цвета с широкой красной полосой посередине и узкими белыми полосками по краям.
Медаль ордена — круглый диск с изображением на лицевой стороне креста ордена и девиза FÜR BADENS EHRE. На оборотной стороне в окружении лаврового венка надпись DEM TAPFEREN (Смелому) и гравированное имя награждённого.

## Степени ордена
- Большой крест — крест на широкой ленте через левое плечо и звезда на левой стороне груди
- Командор 1 класса — крест на узкой ленте на шее и звезда на левой стороне груди
- Командор 2 класса — крест на узкой ленте на шее
- Кавалер — крест на узкой ленте на левой стороне груди
- Золотая медаль Заслуг — медаль на узкой ленте на левой стороне груди
- Серебряная медаль Заслуг — медаль на узкой ленте на левой стороне груди